# Wacław Siewiertok
Wacław Adolf Siewiertok (ur. 25 kwietnia 1913, zm. 1986) – polski żołnierz i działacz kombatancki.

## Życiorys
Jako żołnierz Wojska Polskiego walczył z Niemcami podczas kampanii wrześniowej. Po jej klęsce przedostał się na Węgry, gdzie został internowany, ale zbiegł z miejsca przetrzymywania. Przez Jugosławię i Włochy przedostał się na greckim statku „Patris” do Marsylii, gdzie wiosną 1940 zgłosił się do formowanych oddziałów polskich. Zniszczył trzy niemieckie wozy bojowe i został ranny w okolicy Paryża. Za odważną postawę w tej kampanii otrzymał francuski Krzyż Wojenny. Po klęsce Francji pozostał w tym kraju, przyłączywszy się do ruchu oporu (za walkę podziemną otrzymał po wojnie drugi Krzyż Wojenny). Miał m.in. udział w uwolnieniu stu więźniów z więzienia w Tuluzie, działania dywersyjne w Gaskonii i Akwitanii. Z czasem przez Hiszpanię i Portugalię przedostał się do Wielkiej Brytanii i wstąpił tam do 1. Dywizji Pancernej. Walczył m.in. pod Monte Cassino, jako kierowca czołgu M4 Sherman. Za postawę bojową otrzymał brytyjski Medal Wojny 1939–1945, a także Gwiazdę za Wojnę 1939–1945 oraz Gwiazdę Italii. Po zakończeniu działań wojennych zamieszkał w Gorzowie Wielkopolskim, gdzie działał w ruchu kombatanckim.
Jego wojenne losy opisał Leszek Kołodziejczyk w Polityce (Losy kaprala S., 1977). W tym samym roku artykuł o nim wydrukowało Nadodrze. Jego autorka, Barbara Olszewska, otrzymała za tekst pierwszą nagrodę w ogólnopolskim konkursie publicystycznym.